# Де Франки, Федерико (1553)
Федерико Де Франки Тозо (итал. Federico De Franchi Toso; Генуя, 1553 — Генуя, 1629) — дож Генуэзской республики.

## Биография
Третий сын Джироламо Де Франки Тозо (дожа Генуи в 1581—1583 годах) и Изабеллы Саули, родился в Генуе около 1560 года. Семья де Франки принадлежала к так называемой «новой» знати, и в период гражданской войны 1575 года Федерико принимал участие в мероприятиях отца, который был одним из лидеров фракции.
Его образованием занимался дед по матери — известный литератор Оттавиано Саули, способствовавший полученю внуком знаний в правовой и экономической областях. Благодаря избранию отца дожем, Федерико резко взлетел по карьерной лестнице и в 1583 году был назначен в магистрат иностранной валюты. Три года спустя, благодаря личным навыкам, он был избран в возрасте 26 лет в Синдикаторий — орган, оценивавший эффективность работы дожей. В будущем он переизбирался в этот орган в 1597, 1614 и 1622 годах. В 1593 году он входил в состав магистрата бедных, в 1597 году — магистрата иностранной валюты.
В 1602 году Федерико был избран в Сенат Республики и назначен членом магистрата Корсики. В 1603—1606 годах он отвечал за строительство двух кораблей для генуэзского флота. Это назначение было весьма необычным для члена «новой» знати, которая в основном была занята на дипломатической сдужбе.
В 1610 году Федерико был снял с должности коменданта крепости Приамар близ Савоны, вероятно, ввиду его неприязненных отношений с представителями «старой» знати, и назначен ответственным за отношения правительства с Банком Сан-Джорджо. В июне 1610 года он стал дипломатическим представителем Республики в Испании, в 1613 году вернулся в Геную и между 1614 и 1623 годами занимал ряд важных должностей в правительственных учреждениях.

### Правление
Федерико выставил свою кандидатуру на пост дожа в 1619 году, но Великий совет предпочёл фигуру Пьетро Дураццо. Однако 25 июня 1623 года, 254 голосами из 400, со второй попытки, он был избран дожем, 96-м в истории республики.
Первый год правления де Франки прошел относительно тихо и нормально: в стране велись различные общественные работы (построен колледж иезуитов и две водяных цистерны у площади Сарцано. Однако оставшееся время его правления прошло в растущем напряжении в отношениях с герцогством Савойским Карлом Эммануилом I, союзником короля Франции Людовика XIII. Дож создал специальный военный магистрат, специальный орган, состоявший из пяти доверенных членов под руководством самого дожа.
Война с савойцами, с учётом уже разгоревшейся Тридцатилетней войны, приближалась, а срок мандата де Франки истекал. Дож решил, что выборы нового дожа в условиях войны будет крайне болезненным для республики и ушел в отставку досрочно, чтобы в войну Генуя входила уже с избранным дожем. 16 июня 1625 года Большой совет избрал Джакомо Ломеллини его преемником.
Ввиду преклонного возраста и ухудшения здоровья де Франки отказался от государственных должностей и лишь консультировал дожей по мере необходимости (в частности, дожа Джованни Лука Кьявари в 1628 году). Он умер 23 января 1630 года в Генуе. Его тело было захоронено в мавзолее внутри церкви Сан-Франческо-ди-Кастеллетто, рядом с могилой его отца и бывшего дожа Джироламо.

### Личная жизнь
Был женат на Магдалене Дураццо. Имел 10 детей — 6 мальчиков и 4 девочки, — среди которых были будущие дожи Джироламо и Джакомо.